# Flugplatz Radolfzell-Stahringen

i7
i11
i13
Der Flugplatz Radolfzell-Stahringen (ICAO-Code: EDSR) ist ein Sonderlandeplatz am Bodensee. Er hat eine 710 Meter lange und 30 Meter breite Graspiste und ist für Segelflugzeuge, Motorsegler, Ultraleichtflugzeuge und Motorflugzeuge mit einem zulässigen Höchstabfluggewicht von bis zu zwei Tonnen zugelassen.

## Geschichte
Nach den ersten fliegerischen Anfängen in der Region, die bereits 1927 auf wechselnden „Fluggeländen“ stattfanden, gründeten 1966 flugsportbegeisterte Bürger von Stahringen und Umgebung die Flugsportvereinigung Radolfzell. Diese legte 1968 mit dem ersten Spatenstich zu dem Segelfluggelände Stahringen-Wahlwies den Grundstein des heutigen Flugplatzes. Das Fluggelände liegt im Stahringer Tal auf den Gemarkungsgrenzen von Radolfzell, Stockach und Bodman und grenzt direkt an das Naturschutzgebiet Schanderied.

## Zwischenfälle
- Am 31. August 2008 startete eine Robin DR 400 während eines Flugplatzfestes zu einem Rundflug. Das Flugzeug war mit dem 43-jährigen Piloten, einem erwachsenen Fluggast auf dem rechten Sitz sowie zwei 11- und 14-jährigen Kindern auf den hinteren Sitzen besetzt und damit um 33 kg (rund 3 %) überladen. Nach dem Abheben konnte die Maschine nicht ausreichend an Höhe gewinnen. Der Pilot versuchte eine Umkehrkurve. Dabei berührte die rechte Tragfläche einen Baum, wobei die Tragfläche abgerissen wurde. Das Flugzeug drehte sich in Rückenlage und prallte auf eine Wiese. Der vorne sitzende Passagier starb beim Aufprall und der Pilot erlag im Krankenhaus seinen Verletzungen. Ein Kind wurde schwer verletzt und eines leicht.[2]